# 복원관
복원관(福源觀)은 고려 중기에 궁성 안에 세운 도교의 사원으로, 일명 복원궁(福源宮)이라고 한다. 예종(睿宗)은 송휘종(宋徽宗)이 보낸 도사(道士)를 맞이하여 왕성 북쪽 태화문(太和門) 안에 복원관을 세우고 전내에 삼청상(三淸像：도교의 신앙 대상으로 玉皇上帝, 太上老君, 善化天尊을 말함)을 안치하고 왕 자신이 믿으면서 도교를 보급시켰다.

## 참고 문헌
- 이 문서에는 다음커뮤니케이션(현 카카오)에서 GFDL 또는 CC-SA 라이선스로 배포한 글로벌 세계대백과사전의 내용을 기초로 작성된 글이 포함되어 있습니다.